# 7-й фронт (Японія)

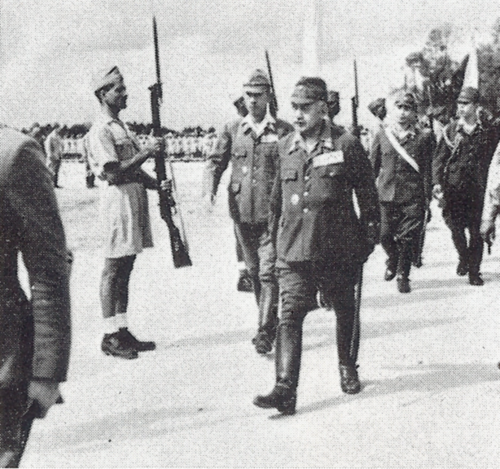
Командувач 7-го фронту генерал Дойхара Кенджі в Сингапурі (1944).

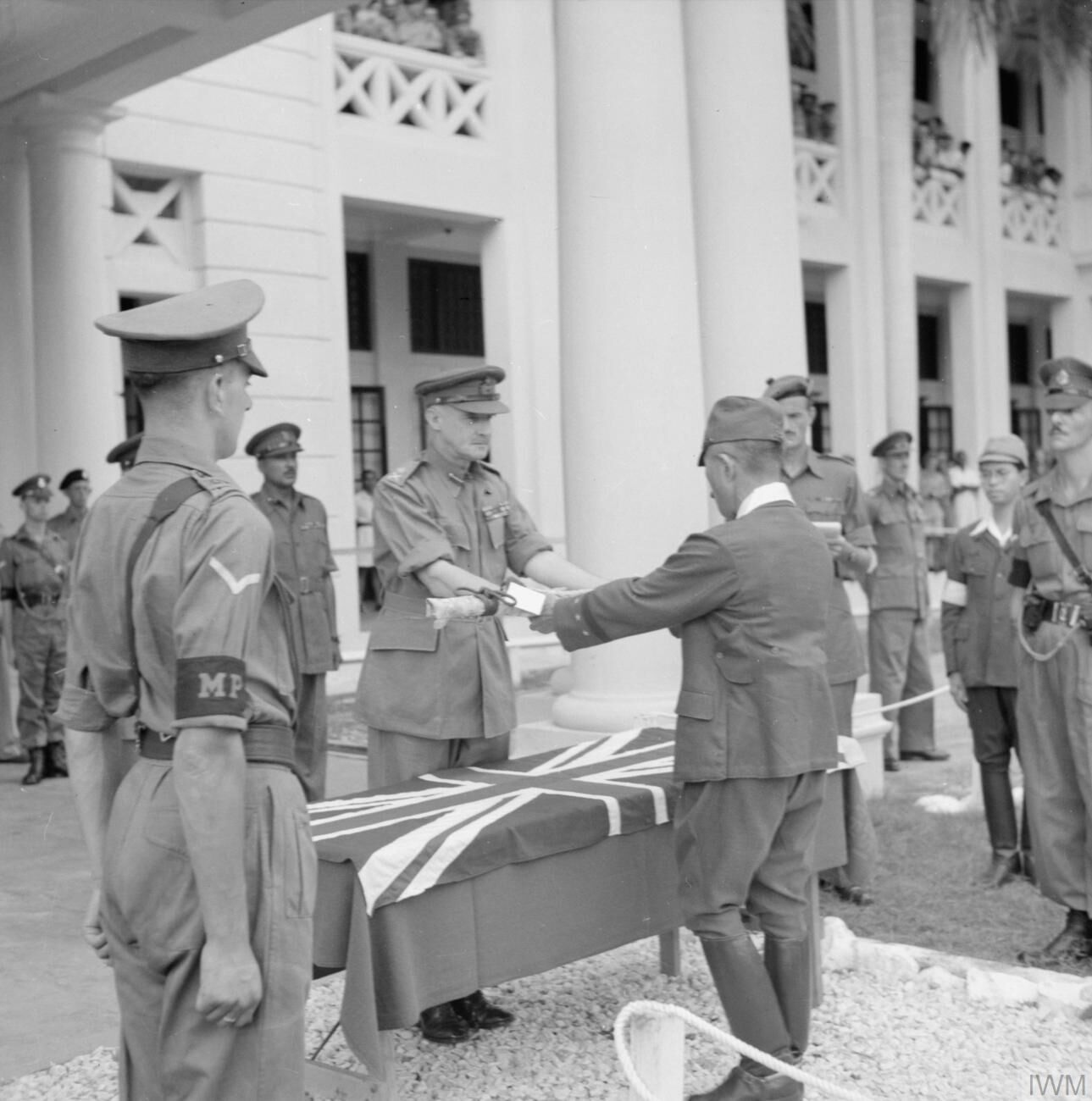
Капітуляція 7-го фронту: генерал Ітаґакі Сейшіро віддає свій меч генералові Мессерві.

7-й фро́нт (яп. 【第七方面軍】) — вище оперативно-стратегічне об'єднання збройних сил Японської імперії, фронт Імперської армії Японії в 1944–1945 роках. Брав участь у війні на Тихому океані (1941–1945) на території Південно-Східної Азії — Малайї, Сінгапуру та Голландської Ост-Інді.

## Дані
- Сформований: 22 березня 1944 року для захисту Південно-Східної Азії та створення нової оборонної лінії після втрати Соломонових островів, Нової Гвінеї та східної частини Голландської Ост-Індії.
- Кодова назва: Ока (【岡】, «пагорб»)[1].
- Підпорядкування: Південна група армій[ru]
- Район бойових дій: Південно-Східна Азія: Малайзія, Сінгапур, Індонезія.
- Штаб: Сінгапур, Малайзія.
- Місце останньої дислокації штабу: Сингапур, Малайзія[1].
- Припинив існування: 15 серпня 1945 року після капітуляції Японії у Другій світовій війні.

## Бойові дії
- Війна на Тихому океані (1941–1945) як складова Другої світової війни.
Оборона японських завоювань у Південно-Східній Азії (Малайзії, Сінгапуру, Калімантану, Яви і Суматри) від наступу США, Великої Британії, Австралії та Голландії.

## Командування
Командири фронту:
1. генерал Дойхара Кенджі (22 березня 1944 — 15 липня 1945)[2];
2. генерал Ітаґакі Сейшіро (15 липня 1945 — 15 серпня 1945)[2].

Голови штабу фронту:
1. генерал-майор Шімідзу Цуненорі (22 березня 1944 — 27 червня 1944)[2];
2. генерал-лейтенант Аябе Кіцуджю (27 червня 1944 — 15 серпня 1945)[2].

Віце-Голови штабу фронту:
1. генерал-майор Ісомура Такесуке (22 березня 1944 — 5 липня 1945)[2];
2. генерал-майор Шімура Фуміо (5 липня 1945 — 15 серпня 1945)[2].

## Склад
- 16-а армія (Японія);
- 25-а армія (Японія);
- 29-а армія (Японія);
- 46-а дивізія (Японія);
- 26-а самостійна змішана бригада (Японія);
- гарнізон фортеці Шьонан (Сінгапурський гарнізон);
- 13-й артелирійський полк.